# Wereldbeker mountainbike 2001
De strijd om de Wereldbeker mountainbike 2001 bestond uit acht wedstrijden en begon op 8 april. De cyclus eindigde op 26 augustus met een wedstrijd in Mont-Sainte-Anne. Bij de mannen ging de eindzege voor de eerste maal in de geschiedenis naar een Canadees: Roland Green.

## Overzicht
| Datum            | Plaats                        | Winnaar (Mannen)     | Winnaar (Vrouwen)  |
| 8 april 2001     | Napa Valley                   | José Antonio Hermida | Barbara Blatter    |
| 13 mei 2001      | Sarntal                       | Miguel Martinez      | Margarita Fullana  |
| 20 mei 2001      | Houffalize                    | Roland Green         | Margarita Fullana  |
| 8 juli 2001      | Grouse Mountain               | Christoph Sauser     | Barbara Blatter    |
| 15 juli 2001     | Durango                       | Julien Absalon       | Mary Grigson       |
| 5 augustus 2001  | Leysin                        | Miguel Martinez      | Laurence Leboucher |
| 12 augustus 2001 | Kaprun                        | Thomas Frischknecht  | Margarita Fullana  |
| 26 augustus 2001 | Mont-Sainte-Anne              | Roland Green         | Chrissy Redden     |
|                  |                               |                      |                    |
| Eindstanden      | UCI Wereldbeker Cross Country | Roland Green         | Barbara Blatter    |
| Eindstanden      | UCI Wereldbeker Cross Country | José Antonio Hermida | Caroline Alexander |
| Eindstanden      | UCI Wereldbeker Cross Country | Miguel Martinez      | Margarita Fullana  |